# Étienne de Vignolles
Étienne de Vignolles, kaldet La Hire, (født omtrent 1390, død 11. januar 1443) var en fransk hærfører.
I 1418 trådte han i tjeneste hos Dauphinen, den senere Karl 7. af Frankrig, og han blev snart en af dennes mest betroede mænd og dygtigste, og pålideligste medhjælpere. I de følgende års kampe tog han ivrig del; da Jeanne d'Arc fremtrådte, var han en af de første, der talte hendes sag, han kæmpede sammen med hende i de flg. to år og stillede sig stadig på hendes side. Også siden deltog han med dygtighed i kampen mod englænderne indtil sin død.